# Gábor Kósa
Gábor Kósa (Budapest, 31 de enero de 1971) es un historiador húngaro de las religiones, profesor asociado en el Departamento de Estudios Chinos de la Universidad Eötvös Loránd. (Nombre chino: Kāng Gāobǎo; chino tradicional: 康高寶; chino simplificado: 康高宝).

## Carrera profesional
Nacido en Budapest, Gábor Kósa tiene una maestría en inglés (1995), chino (1997) y estudios religiosos (2011). En 2006 defendió su tesis doctoral titulada 'El análisis terminológico de los textos chinos relacionados con el maniqueísmo' (en húngaro: A manicheizmussal kapcsolatos kínai nyelvű szövegek terminológiai elemzése.
Entre 1999 y 2008, estuvo enseñando en el Colegio Budista Dharma Gate. Trabaja en la Universidad Eötvös Loránd desde 2009, actualmente como profesor asociado.
Kósa recibió la beca posdoctoral de la Sociedad Japonesa para la Promoción de la Ciencia (JSPS, 2008-2009) y la Fundación taiwanesa Chiang Ching-kuo para el Intercambio Académico Internacional (2010-2012). En 2014-15, fue becario EURIAS en el Centro de Investigación en Artes, Ciencias Sociales y Humanidades (CRASSH), Universidad de Cambridge. En 2020-21, fue miembro de Roger E. Covey en Estudios de Asia Oriental en el Instituto de Estudios Avanzados (IAS, Princeton)
Es miembro del Grupo de Investigación de la Ruta de la Seda en la Universidad ELTE, es investigador asociado en el Proyecto del Consejo de Investigación de Australia titulado "Manichaean Liturgical Texts and Practices from Egypt to China". Es uno de los editores de la revista húngara titulada Távol-keleti Tanulmányok (Estudios de Asia Oriental). Desde 2019 se desempeña como editor en jefe de Acta Orientalia Academiae Scientiarum Hungaricae. Es miembro del Comité de Estudios Orientales de la Academia de Ciencias de Hungría.
Su principal campo de investigación incluye la mitología china, las antiguas prácticas chamánicas chinas (wu) y el maniqueísmo chino.

## Publicaciones notables
en inglés:
- “In Search of the Spirits. Shamanism in China before the Tang dynasty. Part I.” Shaman (Journal of the International Society for Shamanistic Research) 8.2. (2000) 131–179.
- “Open Wide, Oh, Heaven's Door! Shamanism in China before the Tang dynasty. Part II.” Shaman (Journal of the International Society for Shamanistic Research) 9.2. (2001) 169–197.
- “The Shaman and the Spirits. The Meaning of the Word ‘ling’ in the Jiuge poems.” Acta Orientalia Hung. 56.2–4. (2003) 275–294.
- “Pangu’s Birth and Death as Recorded in a Tang Dynasty Buddhist Source.” Archiv Orientální / Oriental Archive: Quarterly Journal of African and Asian Studies 77.2. (2009) 169−192.
- “Peacocks under the Jewel-tree − New hypotheses on the Manichaean painting of Bezeklik (Cave 38).” Journal of Inner Asian Art and Archaeology 4 (2011) 135–148.
- “The ‘Sea of Fire’ as a Chinese Manichaean metaphor — Source materials for mapping an unnoticed image.” Asia Major 24.2 (2011) 1–52.
- “The protagonist-catalogues of the apocryphal Acts of Apostles in the Coptic Manichaica –– a re-assessment of the evidence.” In: Bechtold E. and Gulyás A. and Hasznos A. (eds.) 2011. From Illahun to Djeme. Papers Presented in Honour of Ulrich Luft. Oxford: Archaeopress, 107–119.
- “Buddhist and pseudo-Buddhist motifs in the Chinese Manichaean Hymnscroll.” In: Bellér-Hann, Ildikó and Rajkai Zsombor (eds.) 2012. Frontiers and boundaries –– Encounters on China’s margins. Wiesbaden: Harrassowitz, 49–69.
- “Atlas and Splenditenens in the Cosmology Painting.” In: Michael Knüppel und Luigi Cirillo (eds.) 2012. Gnostica et Manichaica. Festschrift für Aloïs van Tongerloo. Anläßlich des 60. Geburtstages überreicht von Kollegen, Freunden und Schülern. (Studies in Oriental Religions 65.) Wiesbaden: Harrassowitz, 63–88.
- “Translating the Eikōn. Some considerations on the relation of the Chinese Cosmology painting to the Eikōn.” In: Laut, Jens Peter / Röhrborn, Klaus (Hrsg.) 2014. Vom Aramäischen zum Alttürkischen. Fragen zur Übersetzung von manichäischen Texten. Vorträge des Göttinger Symposium vom 29./30. September 2011. Berlin, New York: De Gruyter (Abhandlungen der Akademie der Wissenschaften zu Göttingen, N. F.), 49–84.
- “Buddhist Monsters in the Chinese Manichaean Hymnscroll and the Pumen chapter of the Lotus sūtra.” The Eastern Buddhist 44 (2014) 27–76.
- “The Iconographical Affiliation and the Religious Message of the Judgment Scene in the Chinese Cosmology Painting.” In: Zhang Xiaogui 张小贵 (chief editor)，Wang Yuanyuan 王媛媛 and Yin Xiaoping 殷小平 (eds.) 2015. San yi jiao yanjiu –– Lin Wushu jiaoshou guxi jinian wenji 三夷教研究——林悟殊教授古稀纪念文集 (Researches on the Three Foreign Religions ––Papers in Honour for Prof. Lin Wushu on His 70th Birthday.) Lanzhou: Lanzhou Daxue Chubanshe (Ou-Ya lishi wenhua wenku 欧亚历史文化文库》[Treasures of Eurasian History and Culture]), 77–161.
- “The Manichaean ‘New Paradise’ in Text and Image.” Crossroads 13 (2016) 27–113.
- “Near Eastern Angels in Chinese Manichaean Texts.” Orientierungen / Zeitschrift zur Kultur Asiens 30 (2018 [2019]) 43–71.
- “The Qing Corpus of Manichaean Texts from Fujian.” Ming Qing Studies 2020: 85–126.
- “Zarathuštra in the Chinese Manichaean Manuscripts from Fujian.” Quaderni di Studi Indo-Mediterranei XII (2019 [2021]): 135–171.

en chino:
- “Monijiao shenpan huihua er zhen 摩尼教审判绘画二帧 [Two Manichaean Judgment Scenes].” [Trans. You Xiaoyu] Zhongshan Daxue Xuebao (Shehui kexue ban) 中山大学学报(社会科学版) 61/4 (2021): 120–130.
- “ʻXiabuzan’ yiti tanmi –– Fujian Monijiao wenshu zhong de Xiabuzan yinwen bianxi 《下部赞》异本探秘–––福建摩尼教文书中的《下部赞》引文辨析 [Another Hymnscroll? Some Hymnal Quotations in the Manichaean Corpus from Fujian].” (Trans. Ma Xiaohe 马小鹤) Shaoxing Wenli Xueyuan xuebao 绍兴文理学院学报 41/9: 1–12.

en japonés:
- “Uchū-zu no ‘Kōki no hojisha’ ni tsuite 宇宙図の「光輝の保持者」について [Splenditenens in the Cosmology painting].” (Trans. Dr. Inoue Takami) In: Yoshida Yutaka 吉田豊 and Furukawa Shōichi 古川 攝一 (eds.) 2015. Chūgoku kōnan Manikyō kaiga kenkyū 中国江南マニ教絵画研究 [Studies of the Chinese Manichaean paintings of South Chinese origin preserved in Japan]. Kyoto: Rinsen, 292‒302.

- “Uchū-zu no Atorasu ni tsuite 宇宙図のアトラスについて [Atlas in the Cosmology painting].” (Trans. Dr. Inoue Takami) In: Yoshida Yutaka 吉田豊 and Furukawa Shōichi 古川 攝一 (eds.) 2015. Chūgoku kōnan Manikyō kaiga kenkyū 中国江南マニ教絵画研究 [Studies of the Chinese Manichaean paintings of South Chinese origin preserved in Japan]. Kyoto: Rinsen, 261‒274.

- “Chūgoku no Manikyō uchū-zu ni egakareta sabaki no bamen: zuzō no kigen to shūkyō-tekina messēji 中国のマニ教宇宙図に描かれた裁きの場面: 図像の起源と宗 教的なメッセージ.” [The Judgment Scene in the Chinese Manichaean Cosmology Painting and its Religious Message].” (Trans. Ikematsu-Papp Gabriella 池松パプガブリエラ and Ikematsu Hiroshi 池松 裕史) In: Yoshida Yutaka 吉田豊 and Furukawa Shōichi 古川 攝一 (eds.) 2015. Chūgoku kōnan Manikyō kaiga kenkyū 中国江南マニ教絵画研究 [Studies of the Chinese Manichaean paintings of South Chinese origin preserved in Japan]. Kyoto: Rinsen, 275‒291.